# U–845
Az U–845 tengeralattjárót a német haditengerészet rendelte a brémai AG Wessertől 1941. január 20-án. A hajót 1943. május 1-jén vették hadrendbe. Egy harci küldetése volt, amelynek során megrongált egy brit teherhajót.

## Pályafutása
Az U–845 egyetlen járőrútjára 1944. január 8-án futott ki Bergenből. Február 9-én, 18 kilométerre Új-Fundlandtól megtorpedózta a Kelmscott nevű brit gőzhajót, amely újságpapírt szállított Londonba a HX–278 konvoj részeként. A teherszállítót sikerült St. Johnba vontatni. Március 10-én az U–845 Európa felé tartott, amikor Írországtól délnyugatra a HMS Forester brit romboló, a HMCS St. Laurent kanadai romboló, a HMCS Owen Sound kanadai korvett és a HMCS Swansea kanadai fregatt mélységi bombákkal elpusztította. A legénység tíz tagja meghalt, a többi 45 túlélte az akciót.

## Kapitányok
| Név             | Kezdőnap         | Zárónap           |
| --------------- | ---------------- | ----------------- |
| Udo Behrens     | 1943. május 1.   | 1943. július 9.   |
| Rudolf Hoffmann | 1943. július 3.  | 1943. október 7.  |
| Werner Weber    | 1943. október 8. | 1944. március 10. |

## Őrjárat
| Indulás | Indulónap       | Érkezés | Zárónap           |
| ------- | --------------- | ------- | ----------------- |
| Bergen  | 1944. január 1. | *       | 1944. március 10. |

* A tengeralattjáró nem érte el úti célját, elsüllyesztették

## Megrongált hajó
| Dátum            | Hajó neve | Nemzetisége        | Brt  | Konvoj |
| ---------------- | --------- | ------------------ | ---- | ------ |
| 1944. február 9. | Kelmscott | Egyesült Királyság | 7039 | HX–278 |